# 潘光祖
潘光祖（？—1634年），字义绳，號海虞，陕西临洮府狄道县人。明朝政治人物。

## 生平
天啓四年（1624年）甲子科陕西鄉試解元，崇禎五年（1625年）联捷乙丑科進士。崇祯元年（1628年）二月由南京吏部主事升验封司郎中，历官至山西右参议，升副使，性清介，执法不挠。巡按某有所属，光祖不从，某衔之，会流贼入境，光祖亲冒矢石，督军力拒，贼败走，巡按以招降之误劾其纵贼，被逮。光祖自以无罪，耻对狱吏，绝食而死，晋民悲之，立祠以祀。

## 著作
有《輿圖備考》一书。